# Newtons vagga

Newtons vagga ovanpå ett exemplar av Newtons bok Principia (animering).

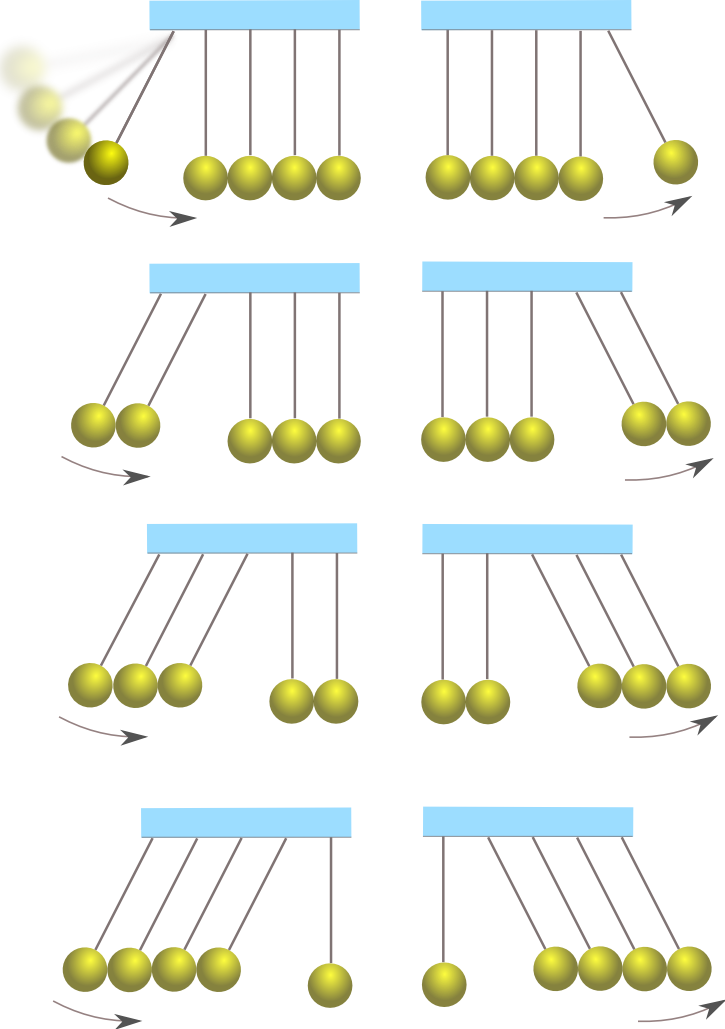
Släpper man flera kulor stöts även flera kulor ut.

Newtons vagga är ett system av pendlar namngivet efter Isaac Newton. Systemet visar att både rörelsemängd och energi bevaras vid en elastisk stöt.
Newtons vagga består av fem kulor som hänger i snören tätt intill varandra. Om man drar en av de två yttre kulorna åt sidan och släpper kommer den att träffa de återstående fyra kulorna som stöter i varandra och på så sätt förs rörelsemängden och rörelseenergin från första kulan vidare till den sista som får exakt samma rörelsemängd (fart och höjd som vi observerar i försöket) som den ursprungliga, i varje fall om man bortser från luftmotstånd och friktion. Den svänger sedan tillbaka och träffar de andra fyra kulorna, så att den första kulan flyger iväg igen.
Gravitation är dock även en förutsättning för att Newtons vagga över huvud taget skall fungera eftersom den överförda rörelsemängden kommer av just gravitationens inverkan på den fallande kulan.
Om man drar ut och släpper till exempel två kulor kommer även två kulor att stötas ut. 
Newtons vagga är populär som skrivbordsprydnad. Ibland används den som illustration av begreppen rörelsemängd och rörelseenergi, men dessa begrepp kan inte ensamma förklara att antalet kulor som åker iväg är samma som antalet kulor som man dragit ut och släppt.

## Källhänvisningar
1. 1 2  "stöt". NE.se. Läst 24 september 2014.